# Leiobliastes laevis
Leiobliastes laevis är en insektsart som beskrevs av Max Beier 1960. Leiobliastes laevis ingår i släktet Leiobliastes och familjen vårtbitare. Inga underarter finns listade i Catalogue of Life.